# Heliocarpus
- Commons
- Wikispecies

Heliocarpus L. é um género botânico pertencente à família Malvaceae.

## Espécies
| - Heliocarpus americanus L. - Heliocarpus appendiculatus Turcz. - Heliocarpus arborescens Seem. - Heliocarpus attenuatus S.Watson - Heliocarpus australis E.Watson - Heliocarpus belizensis Lundell - Heliocarpus boliviensis Hochr. | - Heliocarpus caeciliae Loes. - Heliocarpus chontalensis Sprague - Heliocarpus costaricensis Sprague - Heliocarpus cuspidatus Lundell - Heliocarpus diclinus Hochr. - Heliocarpus donnellsmithii Rose ex Donn.Sm. |

## Classificação do gênero
| Sistema | Classificação                     | Referência               |
| ------- | --------------------------------- | ------------------------ |
| Linné   | Classe Dodecandria, ordem Digynia | Species plantarum (1753) |